# Giovanni Casini
Pour les articles homonymes, voir Casini.
Giovanni Casini, né le 24 juin 1689 à Varlungo (it) près de Florence et mort le 29 mars 1748, est un peintre et sculpteur italien.  

## Biographie
Giovanni Casini, né le 24 juin 1689 à Varlungo, est élève de G. B. Foggini. Il est aussi l'élève de Foggini, sculpteur et spécialiste de la terre cuite. 
Il est connu sous le nom de Varlungo (du nom de sa bourgade natale en Toscane).
On ne sait pas s'il peut s'identifier à Giovanni Casini « connu sous le nom de Pevera  » que Gaburri dit être né vers 1675.
Il meurt le 29 mars 1748.